# Aeroportul Nzérékoré
Aeroportul Nzérékoré (IATA: NZE, ICAO: GUNZ) este un aeroport din Guineea ce deservește zona Nzérékoré. A fost numit după zona deservită.
Situat la o altitudine de 505 m, aeroportul dispune de o singură pistă.